# Simone Perrotta
Simone Perrotta est un footballeur italien né le 17 septembre 1977 à Ashton-under-Lyne (Angleterre). Il évolue au poste de milieu de terrain.
Perrotta commence sa carrière professionnelle en Italie, au Reggina Calcio, en 1995. Il passe ensuite par la Juventus de Turin, l'AS Bari, le Chievo Vérone et enfin l'AS Rome, où il reste neuf saisons, jusqu'à la fin de sa carrière professionnelle en 2013. Il est très apprécié des supporters giallorossi du fait de son professionnalisme, sa combativité et sa loyauté envers le club romain.
Ancien international Espoirs italien, vainqueur du championnat d'Europe de la catégorie en 2000, Perrotta fait ses débuts avec la Squadra Azzura en 2002. Il participe à l'Euro 2004 et remporte deux ans plus tard la Coupe du monde en disputant tous les matchs du tournoi. Il arrête sa carrière internationale après l'Euro 2008.
Après sa retraite sportive il intègre l'organigramme de l'AS Rome.

## Carrière

### En club
Simone Perrotta intègre l'équipe première du Reggina Calcio en 1995, à 18 ans ; il avait cependant signé avec ce club dès l'âge de 13 ans. La Reggina venant d'être promue, Perrotta évolue en série B. En trois saisons, il joue 77 matchs de Serie B et marque un but. Il est transféré à la Juventus de Turin, l'un des clubs les plus prestigieux de la Serie A, pour la saison 1998-1999 mais la concurrence de grands joueurs tels que Zinédine Zidane, Didier Deschamps ou Alessio Tacchinardi lui fait de l'ombre : Perrotta ne fait que cinq apparitions en Serie A durant l'unique saison qu'il passe au sein du club turinois (pour un total de 15 matchs toutes compétitions confondues).
La Juve l'échange alors à l'AS Bari contre Gianluca Zambrotta, ce qui lui permet de faire ses preuves en Serie A. En 2001, Perrotta est recruté par un club nouvellement promu en série A : le Chievo Vérone. Entre 2001 et 2004, il prend son véritable essor dans le club véronais en jouant une centaine de matches et en marquant sept buts,. Il est notamment l'un des acteurs majeurs du très bon classement du Chievo qui atteint la 5e place lors de la saison 2001-2002.
Transféré à l'AS Rome en 2004, Perrotta réalise une saison complète (malgré la succession de 5 entraîneurs différents) au cours de laquelle il participe à 30 matches de championnat,. Les choix de Luciano Spalletti arrivé au poste d'entraîneur en 2005 modifient son jeu en profondeur puisque Perrotta, habitué depuis le début de sa carrière à un poste défensif, est positionné en soutien de l'attaquant vedette Francesco Totti,. Il est couramment titulaire avec la Roma jusqu'en 2010.
À la fin de la saison 2012-2013, Perrotta annonce le 29 juin 2013 qu'il ne prolonge pas son contrat avec l'AS Roma ; il explique préférer terminer sa carrière sous le maillot de ce club. Son bilan avec l'AS Rome est de 326 matchs joués et 48 buts marqués, toutes compétitions confondues.
Il intègre l'organigramme du club dans un rôle de liaison entre la direction et le staff technique.

### En équipe nationale
Simone Perrotta est sélectionné pour la première fois chez les espoirs italiens, en 1998, coïncidant ainsi avec son transfert à la Juventus. Champion d'Europe espoirs en 2000, grâce à une victoire en finale sur la Tchéquie (deux buts à un), Perrotta débute en équipe nationale le 20 novembre 2002 contre la Turquie, après la Coupe du monde 2002. 
Perrotta participe à l'Euro 2004 et inscrit notamment un but lors de la victoire 2-1 face à la Bulgarie mais lui et son équipe sont éliminés dès le premier tour. Néanmoins, deux années plus tard, il participe à la Coupe du monde 2006, et devient champion du monde, après avoir participé à tous les matchs de la Coupe du monde. Il fait partie de l'équipe victorieuse de la Coupe du monde 2006 en compagnie de ses coéquipiers romains Francesco Totti et Daniele De Rossi. Titulaire lors de tous les matches et donc de la finale, il est remplacé par Vincenzo Iaquinta à la 61e minute. Sa ville de naissance, Ashton-under-Lyne, en Angleterre, lui consacre une statue à ce titre.
Il arrête sa carrière internationale en 2008, après avoir été éliminé en quart de finale, à l'Euro 2008. L'Euro 2008 est la dernière compétition internationale à laquelle il participe. Il termine sa carrière internationale sur un total de 48 sélections pour 2 buts.

## Clubs
Le parcours de Perrota est le suivant : 
- 1995-1998 : Reggina Calcio -  Italie
- 1998-1999 : Juventus -  Italie
- 1999-2001 : AS Bari -  Italie
- 2001-2004 : Chievo Vérone -  Italie
- 2004-2013 : AS Rome -  Italie

## Palmarès

### En équipe nationale
- Vainqueur de la Coupe du monde en 2006 avec l'équipe d'Italie
- Vainqueur du Championnat d'Europe Espoirs en 2000 avec l'équipe d'Italie espoirs

### En club
- Vainqueur de la Coupe d'Italie en 2007 et 2008 avec l'AS Rome
- Vainqueur de la Supercoupe d'Italie en 2007 avec l'AS Rome